# Onorifici per i defunti nella tradizione ebraica
Tra i titoli onorifici nell'ebraismo, esistono vari titoli onorifici per i defunti nella tradizione ebraica, che vengono usati quando si nomina o si parla di un defunto. Appellativi differenti possono venir applicati a seconda dello stato o ruolo particolare del defunto. Tali appellativi si trovano di frequente sulle tombe nei cimiteri, su targhe di rimembranza dentro il santuario di una sinagoga, in discorsi commemorativi, e per iscritto, specialmente nei necrologi.
Nella scrittura, è uso comune mettere il nome seguito da un'abbreviazione di titolo onorifico in ebraico o in italiano. Per esempi specifici, si veda la tabella qui appresso.

## Tabella comparativa
La seguente tabella mostra i vari titoli onorifici che vengono usati dagli ebrei per i propri defunti, insieme alla loro rispettiva abbreviazione in ebraico e in italiano, la loro traduzione, le forme in genere maschile e femminile, il tipo di persona a cui viene dato l'onorifico e alcuni esempi.
| Abbreviazione italiana | Abbreviazione ebraica | Frase completa in (HE)                                                                      | Frase completa in (HE)                                                                      | Traduzione italiana                                                           | Quando si usa                                                           | Esempio |
| Abbreviazione italiana | Abbreviazione ebraica | Maschile                                                                                    | Femminile                                                                                   | Traduzione italiana                                                           | Quando si usa                                                           | Esempio |
| ---------------------- | --------------------- | ------------------------------------------------------------------------------------------- | ------------------------------------------------------------------------------------------- | ----------------------------------------------------------------------------- | ----------------------------------------------------------------------- | --- |
| Z"L                    | ז״ל                   | זיכרונו לברכה zikhrono livrakha                                                             | זיכרונה לברכה zikhronah livrakha                                                            | di benedetta memoria/la buonanima; o il suo ricordo sia una benedizione       | figura non rabbinica                                                    | Davide Sacerdoti Z"L o Davide Sacerdoti ז״ל                                                                                |
| A"H                    | ע״ה                   | עליו השלום alav ha-shalom                                                                   | עליה השלום aleha ha-shalom                                                                  | che la pace sia con lui/lei                                                   | figura non rabbinica                                                    | Giosuè Ancona A"H o Giosuè Ancona ע״ה                                                                                      |
| ZT"L o ZTz"L           | זצ״ל                  | זכר צדיק לברכה zekher tzadik livrakha                                                       | זכר צדיק לברכה zekher tzadik livrakha                                                       | il ricordo del giusto sia una benedizione                                     | una persona santa o una persona giusta                                  | Rav Mosè Disegni ZT"L o Rabbino Mosè Disegni ZTz"L o Rabbi Mosè Disegni זצ״ל                                               |
| ZK"L                   | זק״ל                  | זכר קדוש לברכה zekher kadosh livrakha                                                       | זכר קדוש לברכה zekher kadosh livrakha                                                       | il ricordo del santo ci sia di benedizione                                    | martire santo (inclusi coloro che furono uccisi dai nemici degli ebrei) | Rabbi Avraham Yitzchak Bloch ZK"L o Rabbi Avraham Yitzchak Bloch זק״ל                                                      |
| n/a                    | זצוקללה״ה             | זכר צדיק וקדוש לברכה לחיי העולם הבא zekher tzadik v'kadosh livrakha, l'chayei ha'olam ha-ba | זכר צדיק וקדוש לברכה לחיי העולם הבא zekher tzadik v'kadosh livrakha, l'chayei ha'olam ha-ba | che il ricordo del giusto e santo ci sia di benedizione per il mondo a venire | gruppo specifico di figure storiche                                     | Avraham Avinu (possa il ricordo del giusto e santo esserci di benedizione per il mondo a venire) o Avraham Avinu זצוקללה״ה |
| HY"D                   | הי״ד                  | השם יקום דמו HaShem yikom damo                                                              | השם יקום דמה Hashem yikom dama                                                              | Possa HaShem vendicarne il sangue                                             | Ebrei martirizzati e ebrei uccisi da antisemiti                         | Hana "Hanička" Bradyová HY"D o Hana "Hanička" Bradyová הי״ד                                                                |

## Onorifici generali
Alcuni onorifici possono essere usati per qualsiasi persona defunta. Tali onorifici non sono usualmente usati per i rabbini o altre persone speciali, dato che si usano invece gli onorifici specifici per tali occasioni, quale segno di onore e rispetto.

### Di benedetta memoria
L'onorifico più comune è "di benedetta/venerata memoria" e la traslitterazione ebraica è "zikhrono livrakha" (m.) / "zikhronah livrakha" (f.) (ebraico: (f.) "זיכרונה לברכה" \ (m.) "זיכרונו לברכה"). Viene spesso abbreviata in ebraico traslitt. con “Z"L” (da "ז״ל").

### La pace sia con lui/lei
Un onorifico alternativo è "La pace sia con lui/lei". La versione ebraica è "alav ha-shalom" (m.) / "aleha ha-shalom" (f.) (ebraico: (m.)  "עליו השלום" / (f.) "עליה השלום"). Abbreviato in lingua ebraica "ע״ה".
Questa frase è simile all'onorifico islamico "Pbsl (Pace e Benedizione su di Lui)" (che viene usato per tutti i profeti dell'Islam). Tuttavia, l'abbreviazione italiana (o equiv. in altre lingue) non viene usata per l'equivalente ebraico.
I due succitati onorifici possono essere usati in alternanza, ma il primo è il più comune.